# Lush Life (альбом Линды Ронстадт)
Lush Life (с англ. — «Шикарная жизнь») — тринадцатый студийный альбом американской певицы Линды Ронстадт, вышедший в 1984 году. Он достиг миллионных продаж и платинового статуса RIAA. Записи были сделаны вместе с Нельсоном Риддлом, легендарным американским аранжировщиком музыки для биг-бэндов, наиболее известным по своему многолетнему сотрудничеству с Фрэнком Синатрой. Диск стал второй частью джазовой совместной трилогии певицы и композитора. Три номинации на премию «Грэмми», включая победы в категориях за лучшую инструментальную аранжировку для вокала и за оформление обложки альбома. И ещё была номинация 1986 года: Премия «Грэмми» за лучшее женское вокальное поп-исполнение (где уступила Уитни Хьюстон).

## История
Альбом вышел в ноябре 1984 года на лейблах Elektra Records/Asylum Records.
Диск стал вторым альбомом с платиновым статусом, созданным совместно с Линдой и Нельсоном Риддлем и 10-м для Ронстадт диском с более чем миллионным тиражом.
Альбом получил умеренные отзывы музыкальных критиков и интернет-изданий, имел коммерческий успех и тираж в 1 млн копий и платиновую сертификацию RIAA. Альбом занял позицию № 3 в чарте Top Jazz Albums, в американском хит-параде Billboard Top LPs & Tape диск занял 13-е место.

## Список композиций
| №  | Название                   | Автор(ы)                                | Длительность |
| -- | -------------------------- | --------------------------------------- | ------------ |
| 1. | «When I Fall in Love»      | Эдвард Хейман, Виктор Янг               | 2:20         |
| 2. | «Skylark»                  | Хоги Кармайкл, Джонни Мерсер            | 3:07         |
| 3. | «It Never Entered My Mind» | Лоренц Харт, Ричард Роджерс             | 4:22         |
| 4. | «Mean to Me»               | Эдвард Хейман, Рой Тёрк                 | 4:09         |
| 5. | «When Your Lover Has Gone» | Эйнар Аарон Свон                        | 4:18         |
| 6. | «I’m a Fool to Want You»   | Джоэл Херрон, Фрэнк Синатра, Джек Вольф | 4:45         |

| №                   | Название                   | Автор(ы)                                   | Длительность |
| ------------------- | -------------------------- | ------------------------------------------ | ------------ |
| 1.                  | «You Took Advantage of Me» | Лоренц Харт, Ричард Роджерс                | 2:21         |
| 2.                  | «Sophisticated Lady»       | Дюк Эллингтон, Ирвинг Миллс, Митчелл Пэриш | 3:40         |
| 3.                  | «Can’t We Be Friends?»     | Пол Джеймс, Кей Свифт                      | 2:28         |
| 4.                  | «My Old Flame»             | Сэм Кослоу, Артур Джонстон                 | 3:23         |
| 5.                  | «Falling in Love Again»    | Фридрих Холлендер, Сэмми Лернер            | 2:35         |
| 6.                  | «Lush Life»                | Билли Стрэйхорн                            | 3:51         |
| Общая длительность: | Общая длительность:        | Общая длительность:                        | 41:19        |

## Участники записи
Приведены по сведениям базы данных Discogs.

| Музыканты: - Линда Ронстадт — вокал - Нельсон Риддл — дирижёр, аранжировка - Боб Манн — гитара - Боб Магнуссон — бас-гитара - Дон Гролник — фортепиано - Джон Герин — ударные - Дэвид Фризина — концертмейстер; скрипка («When Your Lover Has Gone») - Томми Морган — гармоника («Skylark») - Тони Терран — труба («Mean to Me») - Плас Джонсон — тенор-саксофон («When Your Lover Has Gone», «You Took Advantage of Me» и «Sophisticated Lady») - Луи Беллсон — ударные («You Took Advantage of Me» и «Can’t We Be Friends») - Оскар Брашир — труба («Can’t We Be Friends») - Чонси Уэлш — тромбон («My Old Flame») | Технический персонал: - Питер Эшер — музыкальный продюсер - Джордж Массенбург — запись, микширование - Мюррей Дворкин — ассистент звукорежиссёра по записи, ассистент звукорежиссёра по микшированию - Дуг Сакс — мастеринг-инженер - Глория Бойс — координатор альбома - Джон Кош — арт-директор, дизайнер - Рон Ларсон — арт-директор, дизайнер - Роберт Блейкман — фотография - Дженни Шорр — стилист по гардеробу |

## Позиции в хит-парадах
Еженедельные чарты
| Год       | Хит-парад                        | Высшая позиция | Пребывание в чарте |
| --------- | -------------------------------- | -------------- | ------------------ |
| 1984—1985 | Австралия (Kent Music Report)    | 31             | нет данных         |
| 1984—1985 | Великобритания (UK Albums Chart) | 100            | 1 неделя           |
| 1984—1985 | Канада (RPM 100 Albums)          | 35             | 13 недель          |
| 1984—1985 | Новая Зеландия (RMNZ)            | 38             | 1 неделя           |
| 1984—1985 | США (Billboard Top LPs & Tape)   | 13             | 26 недель          |

## Сертификации
| Регион                                                      | Сертификация | Продажи    |
| ----------------------------------------------------------- | ------------ | ---------- |
| США (RIAA)                                                  | Платиновый   | 1 000 000^ |
| ^ Данные о тиражах приведены только на основе сертификации. |              |            |